# Cirkus Dannebrog
Cirkus Dannebrog var et dansk cirkus, som har været drevet af familien Enoch gennem flere periode mellem 1880 og 2016. Cirkus Dannebrog brugte senest et 4-masters telt med plads til omkring 1000 tilskuere. Cirkus Dannebrog havde vinterkvarter i Mølby i Sønderjylland.
Cirkus Dannebrog blev begæret konkurs i 2016, men i løbet af en uge lykkedes det imidlertid de fire søskende, Dennie Enoch, Agnete Louise Enoch, Isabella Enoch og Katja Enoch, at købe cirkus tilbage fra konkursboet og delvis gennemføre sæson 2016. Sæsonen var dog ikke god, og Cirkus Dannebrog har ikke turneret siden 2016.

## Historien
Cirkus Dannebrog blev oprindeligt grundlagt af Theodor Justus Enoch og hans hustru Wilhelmine Schultz. Cirkus Dannebrog har eksisteret i tre perioder, henholdsvis fra 1880 til 1928, i 1933 og igen fra 1977 til 2016. Den første periode var kendetegnet ved, at Cirkus Dannebrog fik en kongelig bevilling af Kong Christian IX og indgik derved i cirkusbestanden i Danmark.
Navnet Cirkus Dannebrog findes første gang omtalt i forbindelse med forestillinger på Torvet i Hillerød i maj 1896. Fra 1892 til 1895 findes der avisomtaler af Varieteselskabet Enoch og Linedanserselskabet Enoch. Meget tyder derfor på, at navnet Cirkus Dannebrog først blev taget i brug i 1896. Da Theodor Enoch døde i 1909, blev hans hustru Wilhelmine cirkusejer. Frem til sin død i 1922 drev hun cirkus med hjælp fra sønnerne Peter og Georg.
Enoch-familiens drøm om at eje et cirkus overlevede. Så efter en længere pause genopstod Cirkus Dannebrog i 1977. Da Haddy Enoch vendte hjem til Danmark med sin hustru Solvej og deres børn efter mange års artistkarriere i udlandet, genetablerede de Cirkus Dannebrog. De købte teltet fra Cirkus Royal, som var ophørt efter 1972-sæsonen. Da Haddy Enoch døde i november 2009 blev driften flyttet over i et aktieselskab, Cirkus Dannebrog A/S, som var ejet af Solveig Enoch. Det var dog hendes og Haddys fire børn, der stod for driften af cirkus.
Efter nogle tabsgivende sæsoner blev Cirkus Dannebrog A/S erklæret konkurs den 16. marts 2016. I løbet af en uge lykkedes det de fire søskende, Dennie Enoch, Agnete Louise Enoch, Isabella Enoch Sosman og Katja Enoch, at købe Cirkus Dannebrog tilbage fra konkursboet. Det lykkedes dem også at gennemføre sæson 2016, men med mange aflysninger, da det viste sig næsten umuligt at skaffe teltarbejdere. Sæsonen blev ikke god, og det endte med endnu en konkurs.
Bortset fra startfasen, var det dog kun tre af de fire Enoch-søskende, der blev involveret i driften af Cirkus Dannebrog. Isabella Enoch Sosman eftablerede i stedet sit eget Cirkus Trapez sammen med Bernhard Kaselowsky.

## Cirkus Dannebrog i medierne
Livet i Cirkus Dannebrog har også været omdrejningspunktet i en dokumentar på 8 afsnit lavet af DR i 2001.